# 名古屋高速道路
名古屋高速道路（日语：／ Nagoya kōsokudōro */?）是由名古屋高速道路公社維持與管理，環繞愛知縣名古屋市與其周邊地域，路線總長81.2公里的都市高速道路。一般簡稱名古屋高速，常見於新聞報導中。甚至更簡單地稱為名高速（めいこうそく）。
1994年12月16日被指定為地域高規格道路的計画路線。

## 路線

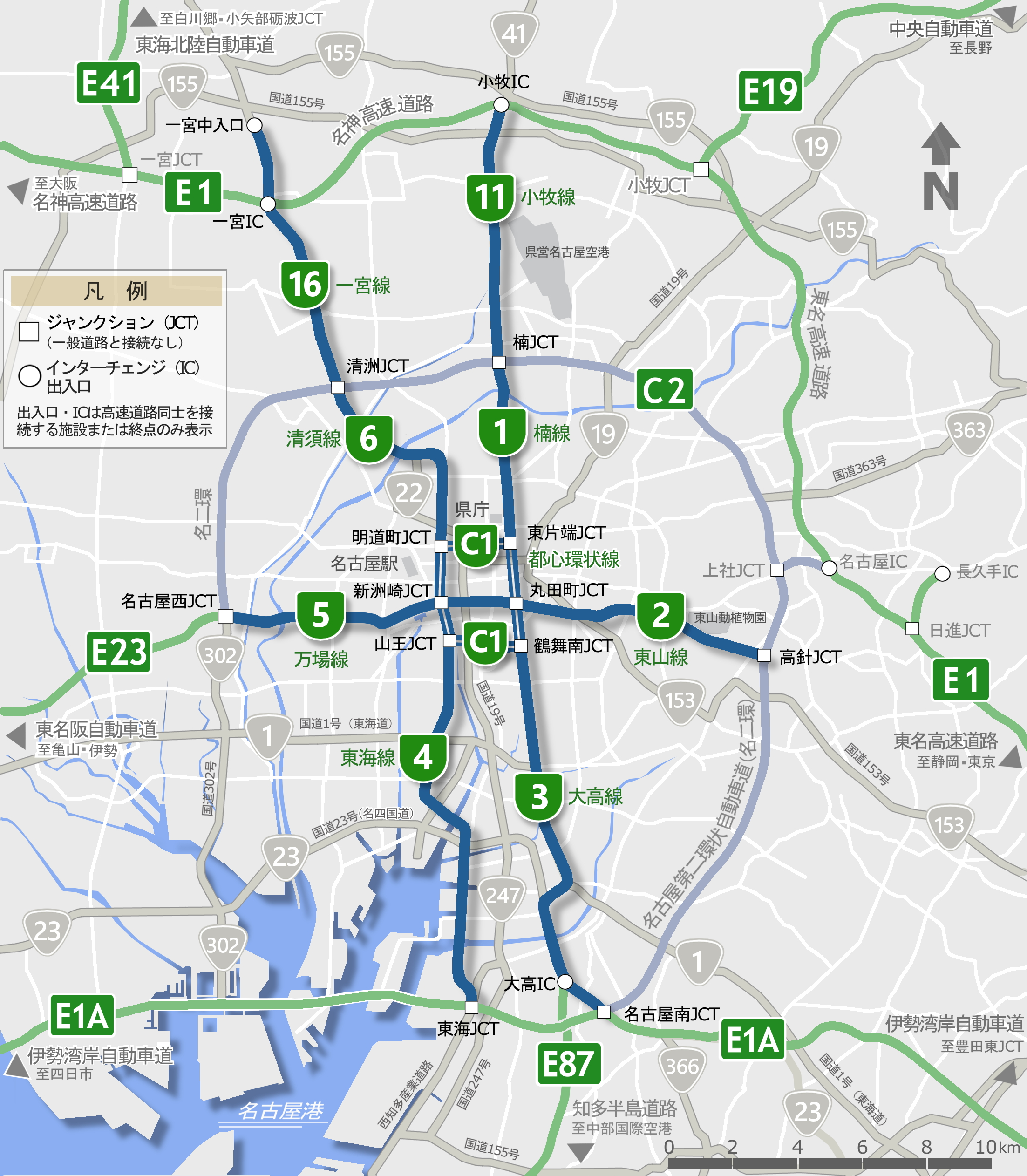
名古屋高速與周邊收費道路、主要国道的路線圖。藍線為名古屋高速。

道路法上屬於名古屋市與愛知縣道。前述的東西軸1路線與南北軸2路線、連接南北軸2路線間的2條分岐線組成路網。下方記載「路線稱呼」與「路線標示（路線編號・記號）」。路線編號從與都心環状線東片端系統交流道連接的1號開始，按順時針方向由2→3→4→5→6依序編號。
- 名古屋線
  - 都心環狀線（順時針方向的單行道）
  - 1號楠線（東片端系統交流道〈東區〉- 楠系統交流道〈北區〉）
  - 2號東山線（新洲崎系統交流道（日语：新洲崎ジャンクション）〈中村區〉- 高針系統交流道〈名東區〉）
  - 3號大高線（鶴舞南系統交流道〈昭和區〉- 名古屋南系統交流道〈綠區〉）
  - 4號東海線（山王系統交流道〈中川區）- 東海系統交流道〈東海市〉）
  - 5號萬場線（新洲崎系統交流道〈中村區〉- 名古屋西系統交流道（日语：名古屋西ジャンクション）〈中川區〉）
  - 6號清須線（明道町系統交流道〈西區）- 清洲系統交流道〈清須市〉）
- 尾北線
  - 11號小牧線（楠系統交流道〈北區〉- 小牧交流道/小牧北出入口〈小牧市〉）
  - 16號一宮線（清洲系統交流道〈清須市〉- 一宮中入口（一宮市〉）

與一般供公眾的資訊不同，道路法與公社章程上的稱呼如以下內容。〈 〉内是公社章程上的名稱。道路法上的稱呼有所區分，僅在名古屋市域内的路線冠上「名古屋市道」，通過市域的路線則冠上「愛知縣道」。路線区間內的地名以出入口或系統交流道代替記載。
- 名古屋市道高速1号〈高速1号〉（名古屋西系統交流道 - 四谷）
- 名古屋市道高速1号四谷高針線〈高速1号四谷高針線〉（四谷 - 高針系統交流道）
- 名古屋市道高速2号〈高速2号〉（楠系統交流道 - 名古屋南系統交流道）
- 名古屋市道高速分歧2号〈高速分歧2号〉（明道町系統交流道 - 東片端系統交流道）
- 名古屋市道高速分歧3号〈高速分歧3号〉（山王系統交流道 - 鶴舞南系統交流道）
- 愛知縣道高速名古屋朝日線〈高速3号高速名古屋朝日線〉（名車站入口附近 - 清洲系統交流道）
- 愛知縣道高速名古屋新宝線〈高速3号高速名古屋新宝線〉（名車站入口附近 - 東海系統交流道）
- 愛知縣道高速名古屋小牧線〈高速名古屋小牧線〉（楠系統交流道 - 小牧北）
- 愛知縣道高速清須一宮線〈高速清須一宮線〉（清洲系統交流道 - 一宮中）

## 速限
最高速度是尾北線的80 km/h，其他路線多限制為40 - 60 km/h。但是在2号東山線的吹上西、吹上東 - 高針系統交流道間的半地下、隧道部路段，考量車輛排放廢氣與火災可能帶來的視線不良與風險，為防止事故發生而下修速限至50 km/h。

## 收費、優惠
對比日本其他都市高速道路中，名古屋高速道路收費為較高，因此而提供多種優惠（只限ETC使用者）。

### 現行通行費
2014年4月1日修正
- 名古屋線：普通車770圓、大型車1,540圓
- 尾北線：普通車360圓、大型車720圓
  - 尾北線特定收費区間[10]：普通車210円、大型車410円

## 所管警察
- 愛知縣警察（日语：愛知県警察）高速公路交通警察隊（日语：高速道路交通警察隊）名古屋西分駐隊 : 全線[11]

### 來源
1. ↑  . 中日新聞朝刊. 2013-11-12: 18.
2. ↑  . 中日新聞朝刊. 2004-03-27: 3.
3. ↑  . 中日新聞朝刊. 2007-12-11: 22.
4. ↑  愛知県建設部道路建設課 2012，第（パンフレットのためページ記載なし）頁.
5. ↑  名古屋高速道路公社20年史編集委員会 1991，第48 - 49頁.
6. ↑  名古屋高速道路公社四十年史編集委員会 2012，第418頁.
7. ↑  名古屋高速道路公社20年史編集委員会 1991，第49頁.
8. ↑  名古屋高速道路公社四十年史編集委員会 2012，第32頁.
9. ↑  名古屋高速道路公社四十年史編集委員会 2012，第108頁.
10. ↑  楠系統交流道‐豐山南、堀之内入口→小牧交流道
11. ↑  .   [2019-04-28]. （原始内容存档于2020-04-15）.

## 外部連結
- 名古屋高速道路（页面存档备份，存于）
- 路線·出入口（页面存档备份，存于）